# Jessica Andersson
Jessica Elisabeth Andersson, född Arvidsson den 27 oktober 1973 i Spånga församling i Stockholm, är en svensk sångerska och låtskrivare, som slog igenom i dokusåpan Fame Factory.

## Biografi
Jessica Andersson är uppvuxen i Spånga, Hagfors, Lidköping och Skövde, har bott i Trollhättan och är sedan 2018 bosatt i Onsala. Hon var gift med sångaren Rickard Andersson 1994–1996 och har en son, Liam Erixon, född 29 oktober 2002, tillsammans med musikern Jonas Erixon.
Hon utgjorde tillsammans med Magnus Bäcklund duon Fame, som Bert Karlsson satte ihop som en följd av medverkan i Fame Factory 2002, där hon medverkade höggravid. Duon tävlade bland annat i Melodifestivalen 2003 och 2004 och vann den svenska tävlingen 2003.
Innan hon blev känd i TV-sammanhang arbetade hon bland annat som sångerska i krogshowen Svensk Schlager i Trollhättan. Hon har även arbetat som fotomodell, bland annat i tidningen Café. Hon utsågs i denna tidning till Sveriges sexigaste kvinna år 2003.
Andersson var med som gästartist i den svenska uttagningen till Junior Eurovision Song Contest 2006. Under hösten 2007 och våren 2008 spelade hon den kvinnliga huvudrollen i musikalen Little Shop of Horrors, som sattes upp på Halmstads Teater, en roll hon också tilldelades Guldmasken för.
Ända sedan starten 2003 har hon under många somrar varit en återkommande deltagare i Diggiloo-turnén.
Jessica Andersson vann TV4:s program Let's Dance 2011. Hennes danspartner var Kristjan Lootus. Under våren 2020 deltog Jessica Andersson också i tredje säsongen av Stjärnornas stjärna.

## Självbiografisk bok och TV-program
Jessica Andersson har givit ut en självbiografi, När kalla nätter plågar mig med minnen av hur det var, om sin komplicerade uppväxt och om vägen till framgång, skriven i samarbete med Lena Katarina Swanberg. Boken kom ut den 21 april 2009. I januari 2012 var hon även huvudperson i ett avsnitt av TV 3:s dokumentärserie Livet blir bättre, där hon talade om den svåra barndomen med missbrukande förälder, fosterhemsplacering med mera och hennes barndomsdröm att någon gång få bli sångerska och medverka i Melodifestivalen.

## Priser och utmärkelser
- 2007 – Ulla Billquist-stipendiet[3]
- 2008 – Guldmasken som "Bästa kvinnliga musikalartist" för insatsen i Little Shop of Horrors[4]
- 2009 – En plats i Trollhättans Park of Fame, då hon hösten 2009 blev utvald av folket som en "Trollhättan-legend".

## Medverkan i Melodifestivalen
Efter upplösningen av duon Fame har hon på egen hand tävlat flera gånger i Melodifestivalen.
| År   | Bidrag                | Resultat | Resultat                                           | Resultat | Resultat | Resultat |
| År   | Bidrag                | DF       | AC                                                 | AC       | Final    | ESC      |
| ---- | --------------------- | -------- | -------------------------------------------------- | -------- | -------- | -------- |
| 2003 | "Give Me Your Love"   | 1        | Finalist                                           | Finalist | 1        | 5        |
| 2004 | "Vindarna vänder oss" | 2        | Finalist                                           | Finalist | 6        | —        |
| 2006 | "Kalla nätter"        | 5        | Utslagen                                           | Utslagen | Utslagen | —        |
| 2007 | "Kom"                 | 4        | Omgång 1: Duell mot Elin Lanto                     | Vinst    | Utslagen | —        |
| 2007 | "Kom"                 | 4        | Omgång 2: Duell mot Sanna Nielsen                  | Förlust  | Utslagen | —        |
| 2010 | "I Did It For Love"   | 3        | Omgång 1: Duell mot Alcazar                        | Vinst    | 8        | —        |
| 2010 | "I Did It For Love"   | 3        | Omgång 2: Duell mot Kalle Moraeus och Orsa Spelmän | Vinst    | 8        | —        |
| 2015 | "Can't Hurt Me Now"   | 2        | Finalist                                           | Finalist | 11       | —        |
| 2018 | "Party Voice"         | 2        | Finalist                                           | Finalist | 11       | —        |
| 2021 | "Horizon"             | 5        | Utslagen                                           | Utslagen | Utslagen | —        |

## Diskografi
För Jessica Anderssons diskografi med gruppen Fame, se Fame (musikgrupp).

### Album
- 2009 – Wake Up
- 2013 – 40.14.4
- 2015 – Perfect Now

### EP
- 2016: Once Upon a Christmas Night (med Magnus Carlsson )

### Singlar
| År            | Titel                            | Album | Listplacering |
| ------------- | -------------------------------- | ----- | ------------- |
| 7 mars 2006   | Kalla nätter                     | -     | #6            |
| 21 juni 2006  | Du får för dig att du förför mig | -     | #46           |
| 5 mars 2007   | Kom                              | -     | #16           |
| 27 april 2009 | Wake Up                          | -     |               |

## Teater

### Roller
- 2007 – Audrey i Little Shop of Horrors av Alan Menken och Howard Ashman, regi Anders Albien, Halmstads Teater

## Bilder

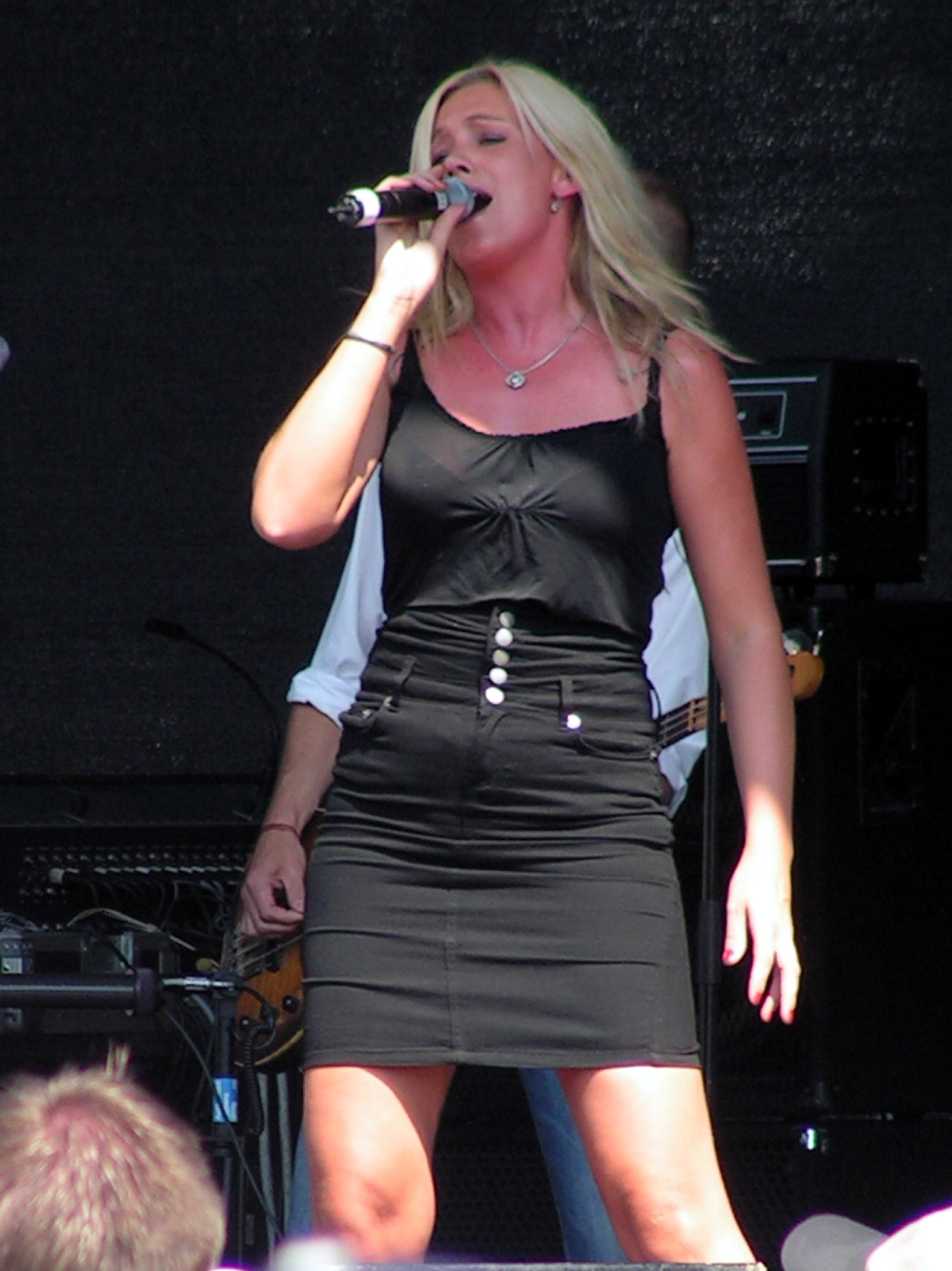
Jessica Andersson på SAAB-festivalen i Trollhättan, 10 juni 2007.
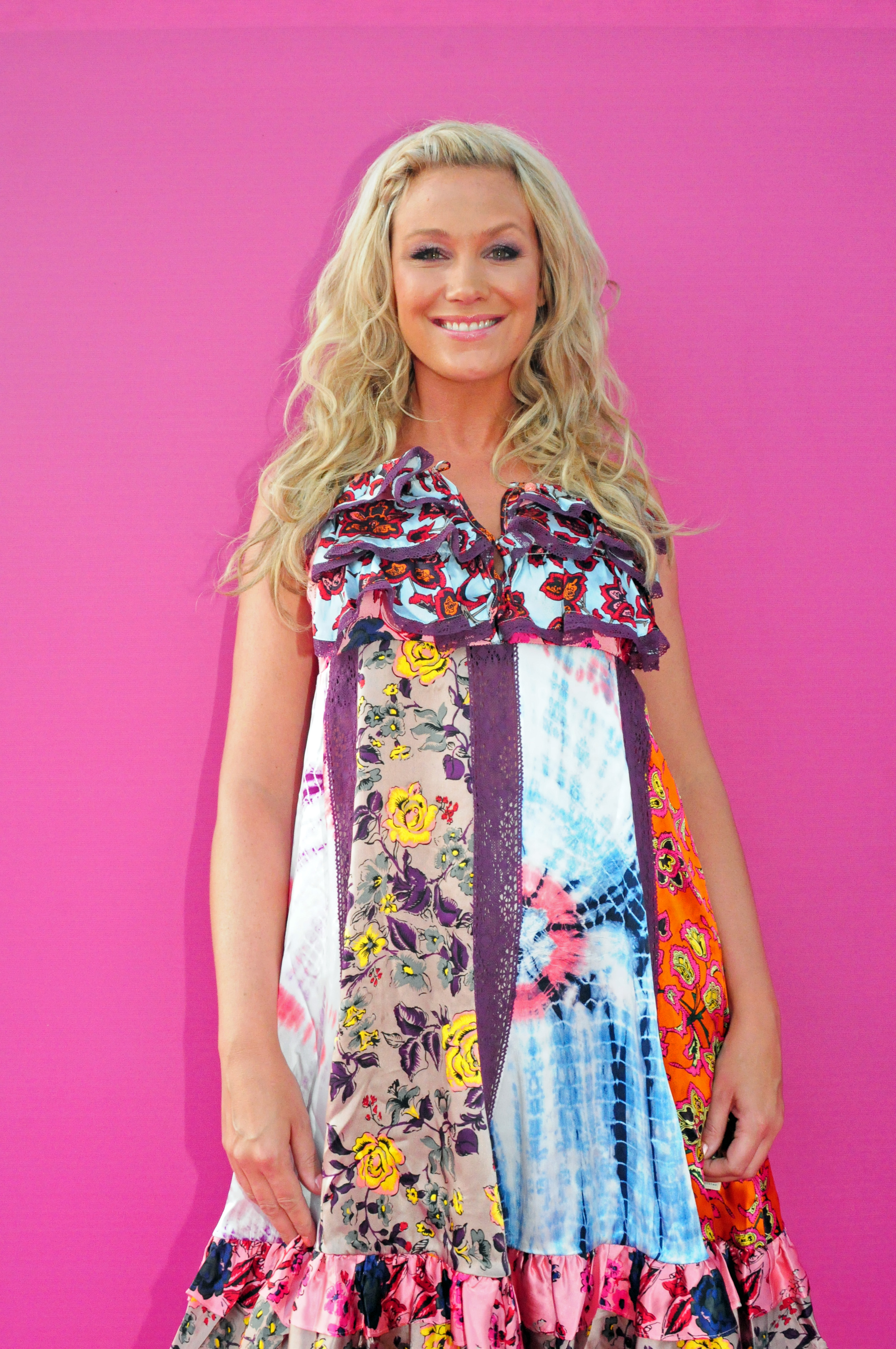
Jessica Andersson i Sommarkrysset 2009.
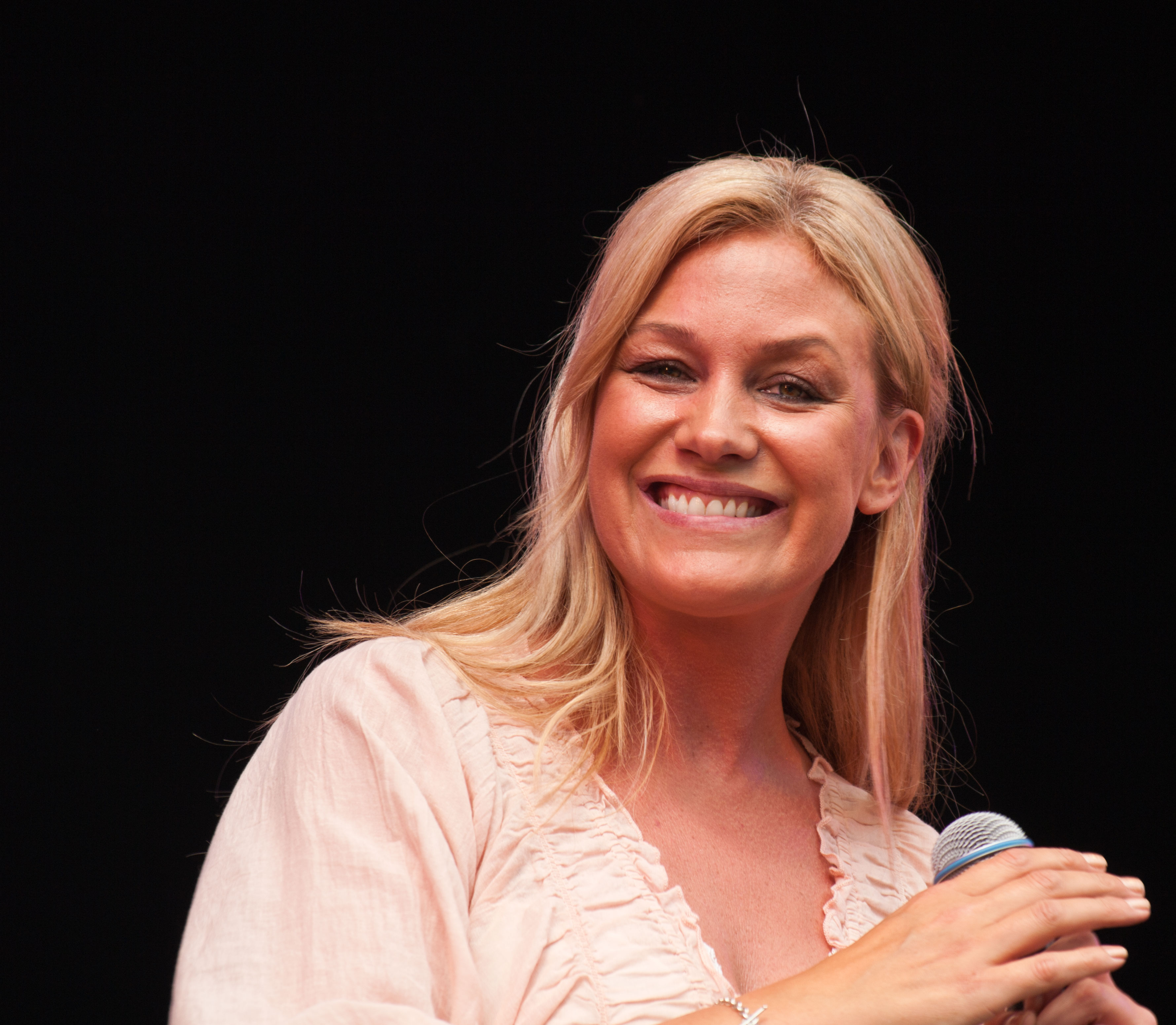
Jessica Andersson i juni 2010.
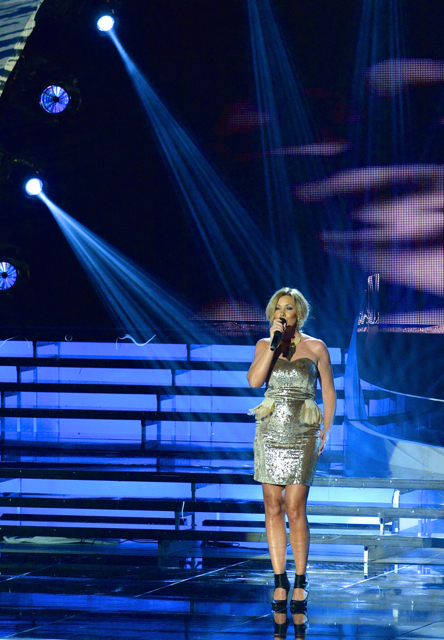
Jessica Andersson på Svenska idrottsgalan 2014.